# Kocsovói járás

A Kocsovói járás a Permi határterületen

A Kocsovói járás (oroszul Кочёвский район) Oroszország egyik járása a Permi határterületen. Székhelye Kocsovo.

## Népesség
- 1989-ben 14 188 lakosa volt.
- 2002-ben 12 856 lakosa volt, melynek 80,1%-a komi-permják, 18,1%-a orosz nemzetiségű.
- 2010-ben 11 167 lakosa volt, melyből 8 298 komi, 2 661 orosz stb.